# Jobat
Jobat è una suddivisione dell'India, classificata come nagar panchayat, di 9.991 abitanti, situata nel distretto di Jhabua, nello stato federato del Madhya Pradesh. In base al numero di abitanti la città rientra nella classe V (da 5.000 a 9.999 persone).

## Geografia fisica
La città è situata a 22° 25' 0 N e 74° 34' 0 E e ha un'altitudine di 291 m s.l.m..

## Società

### Evoluzione demografica
Al censimento del 2001 la popolazione di Jobat assommava a 9.991 persone, delle quali 5.163 maschi e 4.828 femmine. I bambini di età inferiore o uguale ai sei anni assommavano a 1.557, dei quali 758 maschi e 799 femmine. Infine, coloro che erano in grado di saper almeno leggere e scrivere erano 7.155, dei quali 4.081 maschi e 3.074 femmine.